# Christian Hochbruck
Christian Hochbruck (ur. 1 sierpnia 1989 r. w Düren) – niemiecki wioślarz.

## Osiągnięcia
- Mistrzostwa Świata U-23 – Račice 2009 – dwójka podwójna wagi lekkiej – 1. miejsce[1].
- Mistrzostwa Świata – Poznań 2009 – dwójka podwójna wagi lekkiej – 4. miejsce[1].